# 土佐電気鉄道300形電車 (初代)
土佐電気鉄道300形電車（とさでんきてつどう300がたでんしゃ）は、土佐電気鉄道（現・とさでん交通）が、1952年（昭和27年）に木造車両の車体を更新する形で製造した路面電車車両。
7形の中で半鋼製に改造されなかった車両につき、200形に準じた車体に載せ替えたものである。
脱線事故後に、ブレーキ装置が改良された。
1970年代前半には運用を離脱していた。廃車後、321は伊野車庫の留置線に長らく置かれており、7形が「維新號」として復元された際に台車が提供され、その後は車体のみとなって1990年代まで残存していた。